# Almirante Tamandaré do Sul
Almirante Tamandaré do Sul is een gemeente in de Braziliaanse deelstaat Rio Grande do Sul. De gemeente telt 2.062 inwoners (schatting 2010).